# Mistrovství Evropy v boxu 1963
XV. mistrovství Evropy v boxu proběhlo v Moskvě, Rusko ve dnech 26. května až 2. června 1963. Organizátorem turnaje mistrovství Evropy byla  Association Internationale de Boxe Amateur (AIBA).

## Československá stopa
Závěrečná příprava probíhala od 19. do 30. května v tréninkovém středisku ČSTV v Nymburce pod dohledem trenérů Miloše Králíčka a Zdeňka Horáka. Prověrkou k nominaci bylo dubnové mistrovství republiky a mezistátní utkání se Skotskem. O nominaci rozhodovali předseda ústřední trenérské rady Václav Kirchner, ústřední trenér (šéftrenér) Miloš Králíček a předseda metodické komise František Pazdera. Po soutředění bylo vybráno 6 reprezentantů. Nejtěžší rozhodování měli trenéři v lehké váze do 60 kg. Nakonec dali přednost mladému Vladimíru Kučerovi před zkušeným Jozefem Tőrem. Ve střední váze do 75 kg měl blízko k nominaci Josef Kapín, ale kvůli nízkemu věku 18 let se trenéři rozhodli ho zatím nezatěžovat takto náročnou sportovní akcí.
Vedoucí výpravy: Eduard Pospíšil, šéftrenér reprezentace: Miloš Králíček
Na mistrovství Evropy startovalo za Československo 6 boxerů:
- −54 kg: Jaroslav Šlajs (*1941) z TJ Baník Sokolov
- −60 kg: Vladimír Kučera st. (*1942) z TJ Rudá hvězda Karlovy Vary
- −63,5 kg: Ladislav Heczei (*1941) z ASD Dukla Kroměříž
- −67 kg: Bohumil Němeček st. (*1938) z TJ Rudá hvězda Ústí nad Labem
- −81 kg: František Poláček (*1940) z TJ Jiskra OP Prostějov
- +81 kg: Josef Němec (*1933) z TJ Slavoj České Budějovice

## Výsledky
| Muži     | Zlato                        | Stříbro                 | Bronz                       | Bronz                     |
| -------- | ---------------------------- | ----------------------- | --------------------------- | ------------------------- |
| –51 kg   | Viktor Bystrov (URS)         | Stefan Panajotov (BUL)  | Constantin Ciuca (ROU)      | Paolo Vacca (ITA)         |
| –54 kg   | Oleg Grigorijev (URS)        | Branislav Petrić (YUG)  | Reiner Poser (GDR)          | Nicolae Puiu (ROU)        |
| –57 kg   | Stanislav Stěpaškin (URS)    | Giovanni Girgenti (ITA) | Jerzy Adamski (POL)         | Andrei Olteanu (ROU)      |
| –60 kg   | János Kajdi (HUN)            | Boris Nikanorov (URS)   | Antero Halonen (FIN)        | Giuseppe Sabri (ITA)      |
| –63,5 kg | Jerzy Kulej (POL)            | Aloizs Tumiņš (URS)     | Bruno Arcari (ITA)          | Gerhard Dieter (FRG)      |
| –67 kg   | Ričardas Tamulis (URS)       | Silvano Bertini (ITA)   | János Kálmán (HUN)          | Bohumil Němeček st. (TCH) |
| –71 kg   | Boris Lagutin (URS)          | Andrew Wyper (SCO)      | Siegfried Olesch (GDR)      | Virgil Badea (ROU)        |
| –75 kg   | Valerij Popenčenko (URS)     | Ion Monea (ROU)         | Dragoslav Jakovljević (YUG) | Emil Schulz (FRG)         |
| –81 kg   | Zbigniew Pietrzykowski (POL) | Danas Pozniakas (URS)   | František Poláček (TCH)     | Bernard Thebault (FRA)    |
| +81 kg   | Josef Němec (TCH)            | Andrej Abramov (URS)    | Karl Degenhardt (GDR)       | Dante Cane (ITA)          |

## Medailová bilance
V boxu se rozdělilo celkem 10 sad medailí.
| Pořadí | Stát                            |       | Muži    | Muži  | Muži | Celkem |
| Pořadí | Stát                            | Zlato | Stříbro | Bronz |      | Celkem |
| ------ | ------------------------------- | ----- | ------- | ----- | ---- | ------ |
| 1.     | Sovětský svaz (URS)             |       | 6       | 4     | 0    | 10     |
| 2.     | Polsko (POL)                    |       | 2       | 0     | 1    | 3      |
| 3.     | Československo (TCH)            |       | 1       | 0     | 2    | 3      |
| 4.     | Maďarská lidová republika (HUN) |       | 1       | 0     | 1    | 2      |
| 5.     | Rumunsko (ROU)                  |       | 0       | 1     | 4    | 5      |
| 6.     | Jugoslávie (YUG)                |       | 0       | 1     | 1    | 2      |
| 7.     | Bulharsko (BUL)                 |       | 0       | 1     | 0    | 1      |
| 7.     | Skotsko (SCO)                   |       | 0       | 1     | 0    | 1      |
| 9.     | Východní Německo (GDR)          |       | 0       | 0     | 3    | 3      |
| 10.    | Západní Německo (FRG)           |       | 0       | 0     | 2    | 2      |
| 11.    | Finsko (FIN)                    |       | 0       | 0     | 1    | 1      |
| 11.    | Francie (FRA)                   |       | 0       | 0     | 1    | 1      |
| Celkem | Celkem                          |       | 10      | 10    | 20   | 40     |